# Arco Iris
Arco Iris est un groupe de rock argentin fondé en 1968.
C'est un des groupes fondateurs du rock argentin. Il fusionne le rock avec les rythmes folkloriques, ce qui contraste avec les autres groupes références de cette époque Los Gatos, Almendra, Manal et Vox Dei. 

## Discographie
- 1970 : Arco Iris
- 1972 : Tiempo de resurrección
- 1972 : Sudamérica o el regreso a la aurora
- 1972 : Suite Nº 1
- 1973 : Inti-Raymi
- 1974 : Agitor Lucens V
- 1977 : Los Elementales
- 1983 : Faisán azul
- 1988 : Peace Pipes
- 1996 : Peace Will Save the Rainbow
- 2001 : Arco Iris en vivo hoy
- 2012 : Desde el jardín